# Kim Nam-joo
Kim Nam-joo (Gyeonggi; 10 de mayo de 1971) es una actriz surcoreana.

## Filmografía

### Series de televisión
| Año  | Título                       | Rol            | Red  | Ref.              |
| ---- | ---------------------------- | -------------- | ---- | ----------------- |
| 1993 | Dinosaur Teacher             |                | SBS  |                   |
| 1994 | Hero's Diary                 | Ma Cheong-mi   | SBS  |                   |
| 1995 | Mystery of Inside the Mirror | Na Eun-ah      | SBS  |                   |
| 1995 | Hymn of Love                 | Kim Jae-kyung  | SBS  |                   |
| 1996 | City Men and Women           | Na Min-joo     | SBS  |                   |
| 1996 | Man's Great Exploration      | Oh Jin-joo     | SBS  |                   |
| 1997 | Model                        | Song Kyung-rin | SBS  |                   |
| 1998 | Fascinate My Heart           | Han Ye-rin     | SBS  |                   |
| 1998 | A Very Special Trip          | Soo-jung       | SBS  |                   |
| 1998 | Victory                      | Seo Hee-jung   | SBS  |                   |
| 1999 | My Love Han Ji-soon          | Han Ji-soon    | SBS  |                   |
| 1999 | The Boss                     | Min-jae        | MBC  |                   |
| 1999 | Crystal                      | Kim Eun-hye    | SBS  |                   |
| 2001 | Her House                    | Kim Young-wook | MBC  |                   |
| 2009 | Queen of Housewives          | Chun Ji-ae     | MBC  |                   |
| 2010 | Queen of Reversals           | Hwang Tae-hee  | MBC  |                   |
| 2012 | My Husband Got a Family      | Cha Yoon-hee   | KBS2 |                   |
| 2018 | Misty                        | Go Hye-ran     | JTBC |                   |
| 2024 | Wonderful World              | Eun Soo-hyun   | MBC  | [ 1 ] [ 2 ] [ 3 ] |

### Cine
| Año  | Título            | Rol       |
| ---- | ----------------- | --------- |
| 2001 | I Love You        | Hyun-soo  |
| 2007 | Voice of Murderer | Oh Ji-sun |

## Premios
| Año  | Premio                                      | Categoría                                                     | Trabajo nominado        | Notas     |
| ---- | ------------------------------------------- | ------------------------------------------------------------- | ----------------------- | --------- |
| 1992 | Miss Match Jeans                            | -                                                             | -                       |           |
| 1996 | SBS Premios de obra                         | Premio de excelencia, Actriz                                  | City Men and Women      |           |
| 1998 | SBS Premios de obra                         | Premio de popularidad                                         | Model                   |           |
| 2001 | MBC Premios de obra                         | Premio de Excelencia superior, Actriz                         | Her House               |           |
| 2009 | 2.º Icono de Estilo Premios                 | Icono de estilo, categoría Estrella de televisión             | Queen of Housewives     |           |
| 2009 | 17.ª Cultura coreana y Premios de Diversión | Premio de Excelencia superior, Actriz para Obra de televisión | Queen of Housewives     |           |
| 2009 | Ministerio de cultura, Deportes y Turismo   | Actriz del Año                                                | Queen of Housewives     |           |
| 2009 | MBC Premios de obra                         | Premio de Excelencia superior, Actriz                         | Queen of Housewives     |           |
| 2010 | 46.º Baeksang Premios de Artes              | Mejor actriz (televisión)                                     | Queen of Housewives     |           |
| 2010 | CETV Premios                                | top 10 Estrellas asiáticas                                    | Queen of Housewives     |           |
| 2010 | CETV Premios                                | Premio magnífico                                              | Queen of Housewives     |           |
| 2010 | MBC Premios de obra                         | Premio magnífico (Daesang)                                    | Queen of Reversals      |           |
| 2012 | 5.ª Obra de Corea Premios                   | Premio magnífico (Daesang)                                    | My Husband Got a Family |           |
| 2012 | 20.ª Cultura coreana y Premios de Diversión | Premio magnífico (Daesang) para Obra de televisión            | My Husband Got a Family |           |
| 2012 | 1.º K-Premios de Estrella de la Obra        | Premio de Excelencia superior, Actriz                         | My Husband Got a Family |           |
| 2012 | 25.º Grimae Premios                         | Mejor Actriz                                                  | My Husband Got a Family |           |
| 2012 | KBS Premios de obra                         | Premio mejor pareja junto a Yoo Jun-sang                      | My Husband Got a Family |           |
| 2012 | KBS Premios de obra                         | Premio magnífico (Daesang)                                    | My Husband Got a Family |           |
| 2018 | Seoul Award                                 | mejor actriz en drama                                         | "Misty"                 | pendiente |